# Castle Down
Castle Down är ett slott i Storbritannien.   Det ligger i Scillyöarna och riksdelen England, i den södra delen av landet, 500 km väster om huvudstaden London. Castle Down ligger 34 meter över havet. Det ligger på ön Tresco.
Terrängen runt Castle Down är platt.